# Alan Bates
Sir Alan Arthur Bates (ur. 17 lutego 1934 w Allestree, zm. 27 grudnia 2003 w Westminster) – brytyjski aktor teatralny, telewizyjny i filmowy. Dwukrotny zwycięzca Tony Award (1973, 2002) i Nagrody Gildii Aktorów Ekranowych (2001), nominowany Oscara dla najlepszego aktora pierwszoplanowego (1968), czterokrotnie nominowany do Złotego Globu – dla najbardziej obiecującego nowego gwiazdora (1967), dla najlepszego aktora w filmie komediowym lub musicalu (1967) i dwukrotnie dla najlepszego aktora w filmie dramatycznym (1968, 1969) oraz trzykrotnie nominowany do Nagrody BAFTA (1969, 1970, 1992) i Nagrody Telewizyjnej Akademii Brytyjskiej (1975)

## Życiorys

### Wczesne lata
Urodził się w Queen Mary Nursing Home w Allestree dzielnica miasta Derby, w Derbyshire jako najstarszy z trzech synów pianistki Florence Mary (z domu Wheatcroft) i Harolda Arthura Batesa, brokera ubezpieczeniowego i biotechnologa. Jego rodzina na krótko przeprowadziła się do Mickleover, po czym wróciła do Allestree. Jego rodzice zajmowali się amatorsko muzyką i zachęcali go do wykonywania muzyki. Jednak młody Bates w wieku 11 lat ustalił kurs swego życia jako aktor, a więc rodzice wysłali na treningi aktorskie. Chętnie oglądał też spektakle w Derby’s Little Theatre. Uczył się w Herbert Strutt Grammar School w Derby Road w Belper, a później zdobył stypendium do Royal Academy of Dramatic Art w Londynie, gdzie studiował z Albertem Finneyem i Peterem O’Toole. Przez dwa lata służył w Royal Air Force.

### Kariera
W 1955 roku zadebiutował w sztuce You and Your Wife na scenie w Coventry. Rok potem (1956) trafił na West End w roli Cliffa Lewisa w przedstawieniu Johna Osborne’a Miłość i gniew (Look Back in Anger) w Royal Court Theatre. Grał również na scenach teatrów broadwayowskich. W 1973 za kreację Bena Butleya w spektaklu Butley w reżyserii Harolda Pintera otrzymał Drama Desk Award i Tony Award, a w 2002 jako Vassily Semyonitch Kuzowkin w komedii Na łaskawym chlebie (Fortune’s Fool) Iwana Turgieniewa zdobył Drama Desk Award i Tony Award.
W kinie debiutował pod koniec lat 50. Uznanie krytyki zdobył rolą u boku Laurence’a Oliviera w Music Hallu Tony’ego Richardsona, międzynarodową sławę przyniosły mu pierwszoplanowe role w Greku Zorbie, Zakochanych kobietach (1969) i Posłańcu (1971). W roku 1968 nominowano go do Oscara za główną rolę w dramacie Żyd Jakow, adaptacji powieści Bernarda Malamuda.
W 1996 został Komandorem Orderu Imperium Brytyjskiego, a w 2003 otrzymał tytuł szlachecki.

### Życie prywatne
Był osobą biseksualną. W latach 1956–1966 był związany z aktorem i piosenkarzem Peterem Wyngarde. Spotykał się z reżyserem Johnem Dexterem (1954), Joanną Pettet (1964), Yardeną Harari (1965), Paulem Taylorem (1967-70) i Rockiem Hudsonem (1968). W 1969 poznał Victorię Ward, z którą się ożenił rok później. W 1971 urodziło się dwóch synów-bliźniaków: Benedick i Tristan, który zmarł w 1990 wskutek ostrego ataku astmy. Bates romansował także z aktorem Nickolasem Grace (1973), łyżwiarzem figurowym Johnem Curry (1980-82), Gerardem Hastingsem (1982-1991) i walijską aktorką Angharad Rees (1999-2002).
Zmarł 27 grudnia 2003 w szpitalu w Westminster na raka trzustki w wieku 69. lat.

## Filmografia
| Rok  | Tytuł                                                        | Rola                                | Notes |
| ---- | ------------------------------------------------------------ | ----------------------------------- | --- |
| 1956 | ITV Play of the Week                                         | Cliff Lewis                         | odc.: Look Back in Anger |
| 1959 | ITV Television Playhouse                                     | Rikki Barofski                      | odc.: The Jukebox |
| 1959 | ITV Play of the Week                                         | Eddie Burke Charles Tritton         | odc.: The Square Ring episode: The Wind and the Rain |
| 1959 | Armchair Theatre                                             | Lewis Black                         | odc.: The Thug |
| 1960 | Music Hall (The Entertainer)                                 | Frank Rice                          | |
| 1960 | ITV Television Playhouse                                     | Ralph Freeman                       | odc.: Incident |
| 1960 | ITV Play of the Week                                         | Peter Garside                       | odc.: The Upstart |
| 1960 | The Four Just Men                                            | Giorgio                             | odc.: Treviso Dan |
| 1961 | Złudne nadzieje (Whistle Down the Wind)                      | mężczyzna                           | |
| 1962 | Rodzaj miłości (A Kind of Loving)                            | Victor Arthur ‘Vic’ Brown           | Nominacja – Nagroda Brytyjskiej Akademii Filmowej dla najlepszego aktora pierwszoplanowego |
| 1963 | Dozorca (The Caretaker)                                      | Mick                                | (inny tytuł The Guest) |
| 1963 | Człowiek ucieka (The Running Man)                            | Stephen Maddux                      | |
| 1964 | Grek Zorba (Alexis Zorbas)                                   | Basil                               | |
| 1964 | Nothing But the Best                                         | Jimmy Brewster                      | |
| 1966 | Georgy Girl                                                  | Jos Jones                           | Nominacja – Złoty Glob dla najlepszego aktora w filmie komediowym lub musicalu |
| 1966 | King of Hearts                                               | Charles Plumpick                    | |
| 1966 | The Wednesday Play                                           | Grigor Pecharin                     | odc.: A Hero of Our Time |
| 1967 | Z dala od zgiełku (Far from the Madding Crowd)               | Gabriel Oak                         | Nominacja – Złoty Glob dla najlepszego aktora w filmie dramatycznym |
| 1968 | Żyd Jakow (The Fixer)                                        | Jakow Bok                           | Nominacja – Oscar dla najlepszego aktora pierwszoplanowego Nominacja – Złoty Glob dla najlepszego aktora                                                                                              |
| 1969 | Zakochane kobiety (Women in Love)                            | Rupert Burkin                       | Nominacja – Nagroda Brytyjskiej Akademii Filmowej dla najlepszego aktora pierwszoplanowego |
| 1970 | Trzy siostry (Three Sisters)                                 | pułkownik Vershinin                 | |
| 1971 | Posłaniec (Go-Between)                                       | Ted Burgess                         | |
| 1972 | Życie w mroku (A Day in the Death of Joe Egg)                | Bri                                 | |
| 1973 | Story of a Love Story                                        | Harry                               | |
| 1974 | Butley                                                       | Ben Butley                          | |
| 1974 | Historia Jakuba i Józefa (The Story of Jacob and Joseph)     | Narrator (głos)                     | |
| 1975 | Rocznica (In Celebration)                                    | Andrew Shaw                         | |
| 1975 | Fałszywy król (Royal Flash)                                  | Rudi Von Sternberg                  | |
| 1975 | Sztuka na dziś (Play for Today)                              | Charles Peter                       | odc.: Two Sundays odc.: Plaintiffs and Defendants Nominated – BAFTA |
| 1976 | Great Performances                                           | James                               | odc.: The Collection |
| 1977 | Piccadilly Circus                                            | Gray                                | episode: Plaintiffs and Defendants |
| 1978 | Niezamężna kobieta (An Unmarried Woman)                      | Saul                                | |
| 1978 | Wrzask (The Shout)                                           | Crossley                            | |
| 1978 | Major Casterbridge (The Mayor of Casterbridge)               | Michael Henchard                    | (miniserial TV) 7 odcinków |
| 1979 | Róża (The Rose)                                              | Rudge Campbell                      | |
| 1980 | Niżyński (Nijinsky 1980)                                     | Sergej Diagilew                     | |
| 1981 | Ręce do góry                                                 | Wikto                               | |
| 1981 | Kwartet (Quartet)                                            | H.J. Heidler                        | |
| 1981 | The Trespasser                                               | Siegmund                            | (TV movie) |
| 1981 | Very Like a Whale                                            | Sir Jock Mellor                     | (film TV) |
| 1982 | Powrót żołnierza (The Return of the Soldier)                 | Chris Baldry                        | |
| 1982 | Britannia Hospital                                           | Macready                            | |
| 1983 | The Wicked Lady                                              | Jerry Jackson                       | |
| 1983 | Osobne stoliki (Separate Tables)                             | John Malcolm Maj. Pollock           | (film TV) CableACE Award dla najlepszego aktora |
| 1983 | An Englishman Abroad                                         | Guy Burgess                         | (film TV) BAFTA dla najlepszego aktora Broadcasting Press Guild CableACE Award Royal Television Society Award za najlepszy występ                                                                     |
| 1984 | A Voyage Round My Father                                     | John Mortimer                       | (film TV) |
| 1985 | Dr Fischer i Geneve (Dr. Fischer of Geneva)                  | Alfred Jones                        | (film TV) |
| 1986 | Duet na jeden instrument (Duet for One)                      | David Cornwallis                    | |
| 1987 | Modlitwa za konających (A Prayer for the Dying)              | Jack Meehan                         | |
| 1987 | Stek kłamstw (Pack of Lies)                                  | Stewart                             | (film TV) |
| 1988 | We Think the World of You                                    | Frank Meadows                       | |
| 1988 | Mamy o tobie jak najlepszą opinię (The Ray Bradbury Theater) | John Fabian                         | odc.: And So Died Riabouchinska |
| 1989 | Siła wyższa (Force majeure)                                  | Malcolm Forrest                     | |
| 1989 | The Dog It Was That Died                                     | Blair                               | (film TV) |
| 1990 | Pan Frost (Mister Frost)                                     | Felix Detweiler                     | |
| 1990 | Hamlet                                                       | Klaudiusz                           | Nominacja – Nagroda Brytyjskiej Akademii Filmowej dla najlepszego aktora drugoplanowego |
| 1990 | Dr. M                                                        | dr Marsfeldt Guru                   | |
| 1990 | Screen Two                                                   | Marcel Proust                       | episode: 102 Boulevard Haussmann |
| 1991 | Shuttlecock                                                  | major James Prentis VC              | |
| 1991 | Secret Friends                                               | John                                | |
| 1992 | Screen One                                                   | Henry Sitchell                      | odc.: Losing Track |
| 1992 | Unnatural Pursuits                                           | Hamish Partt                        | odc.: I Don’t Do Cuddles odc.: I’m the Author Nominacja-Nagrody Telewizyjne Akademii Brytyjskiej |
| 1993 | Cicha zemsta (Silent Tongue)                                 | Eamon McCree                        | |
| 1994 | Hard Times                                                   | Josiah Bounderby                    | (serial TV) 4 odcinki |
| 1995 | Groteska (The Grotesque)                                     | Sir Hugo Coal                       | (inny tytuł Gentlemen Don’t Eat Poets) |
| 1995 | Podróże Oliwera (Oliver’s Travels)                           | Oliver                              | (miniserial TV) 5 odcinków |
| 1998 | Dar życia (Nicholas’ Gift)                                   | Reg Green                           | (film TV) |
| 1999 | Wiśniowa orchidea (The Cherry Orchard)                       | Gayev                               | |
| 2000 | Książę i żebrak (The Prince and the Pauper)                  | król Henryk VIII Tudor              | (film TV) |
| 2000 | Baśnie tysiąca i jednej nocy (Arabian Nights)                | bajarz                              | (film TV) |
| 2000 | Święty Patryk (St. Patrick: The Irish Legend)                | Calpornius, ojciec Świętego Patryka | (film TV) |
| 2000 | U zarania (In the Beginning)                                 | Jetro                               | (film TV) |
| 2001 | Gosford Park                                                 | Jennings                            | Broadcast Film Critics Association Award Florida Film Critics Circle Award Online Film Critics Society Award Satellite Award Screen Actors Guild Award Nominacja – Phoenix Film Critics Society Award |
| 2001 | Miłość w zimnym klimacie (Love in a Cold Climate)            | wujek Matthew                       | (miniserial TV) Nominacja – BAFTA |
| 2002 | Suma wszystkich strachów (The Sum of All Fears)              | Dressler                            | |
| 2002 | Przepowiednia (The Mothman Prophecies)                       | Alexander Leek                      | |
| 2002 | Evelyn                                                       | Tom Connolly                        | |
| 2002 | Bertie i Elizabeth (Bertie and Elizabeth)                    | król Jerzy V                        | (film TV) |
| 2002 | Salem Witch Trials                                           | Sir Williams Phips                  | (TV movie) |
| 2003 | Hollywood North                                              | Michael Baytes                      | |
| 2003 | Meanwhile                                                    | ojciec Piotr                        | |
| 2003 | Deklaracja (The Statement)                                   | Armand Bertier                      | |
| 2004 | Spartakus (Spartacus)                                        | Antoniusz Agrypa                    | (film TV) |